# Cynoctonum wilfordii
Cynoctonum wilfordii är en oleanderväxtart som beskrevs av Maximowicz. Cynoctonum wilfordii ingår i släktet Cynoctonum och familjen oleanderväxter. Inga underarter finns listade i Catalogue of Life.